# Кастелветере ин Вал Форторе
Кастелветере ин Вал Форторе је насеље у Италији у округу Беневенто, региону Кампанија.
Према процени из 2011. у насељу је живело 885 становника. Насеље се налази на надморској висини од 689 м.

## Становништво
| 1951. | 1961. | 1971. | 1981. | 1991. | 2001. | 2011. |
| ----- | ----- | ----- | ----- | ----- | ----- | ----- |
| 4.010 | 3.505 | 2.949 | 3.073 | 2.664 | 1.810 | 1.389 |